# Urak Asztala
Urak Asztala är ett berg i Ungern.   Det ligger i provinsen Pest, i den nordvästra delen av landet, 28 km norr om huvudstaden Budapest. Toppen på Urak Asztala är 587 meter över havet, eller 189 meter över den omgivande terrängen. Bredden vid basen är 3,0 km.
Terrängen runt Urak Asztala är huvudsakligen kuperad, men åt nordost är den platt. Runt Urak Asztala är det ganska tätbefolkat, med 149 invånare per kvadratkilometer. Närmaste större samhälle är Vác, 10,0 km öster om Urak Asztala. I omgivningarna runt Urak Asztala växer i huvudsak lövfällande lövskog.